# Better Than Yesterday
Better Than Yesterday is een single van de Nederlandse diskjockey en dancemuzikant Sidney Samson, in samenwerking met de Amerikaanse rapper will.i.am.

## Hitnotering

### NederlandseSingle Top 100
| Hitnotering: 27-10-2012 t/m 03-11-2012 | Hitnotering: 27-10-2012 t/m 03-11-2012 | Hitnotering: 27-10-2012 t/m 03-11-2012 | Hitnotering: 27-10-2012 t/m 03-11-2012 |
| Week:                                  | 1                                      | 2                                      |                                        |
| -------------------------------------- | -------------------------------------- | -------------------------------------- | -------------------------------------- |
| Positie:                               | 84                                     | 100                                    | uit                                    |